# Sergej Ferrari
Sergej Ferrari, slovenski gledališki igralec, * 5. avgust 1933, Komen, † 24. junij 2025. 

## Življenje
Sergej Ferarri se je rodil 5. avgusta 1933 v Komnu očetu Jožefu, ki je bil po rodu Italijan, in materi Mariji rojeni Turk. Osnovno šolo je obiskoval med drugo svetovno vojno, in sicer v Komnu ter eno leto v Gabrovici, nato pa je šolanje nadaljeval v nižji srednji šoli v Trstu in Šempetru pri Gorici. Po opravljeni srednji šoli se je vpisal na Akademijo za igralsko umetnost na AGRFT, kjer je diplomiral leta 1968 po daljšem premoru od študija.
Med letoma 1959 in 1960 je bil član polpoklicnega Mestnega gledališča v Novi Gorici, nato je eno leto služil obvezni vojaški rok, potem pa se je spet zaposlil v Mestnem gledališču v Novi Gorici, vendar tokrat kot zunanji sodelavec. Od leta 1962 je bil direktor Kinopodjetja Nova Gorica. 
Njegova žena je bila Metka Franko, tudi priznana slovenska igralka. 

## Vloge
- Andrej, ilegalec (Perović: Pod soncem zaledeneli),
- Janko (Grimm in Čebulj: Janko in Metka),
- Jernej (Cankar in Delak: Jernejeva pravica)
- Maurice (Maugham: Sveti plamen),
- Marcel (Rostand: Ne ubijaj),
- Blassel-sluga (Thomas: Charleveva teta),
- Florindo (Goldoni: Sluga dveh gospodov),
- Maks (Cankar: Kralj na Betajnovi),
- Jiri, sin (Čapek: Mati),
- Benjamin Sirnik (Hofman: Zvezde na jutranjem nebu),
- Franc (Strgar: Heroica),
- Angelo (Betti: Zločin na Kozjem otoku),
- Boter (Jelačin: Prepih),
- Zdravnik po sili (Molière: Šola za ljubosumne in neumne),
- Peter Flynn, delavec (O'Casey: Plug in zvezde),
- Ghriss Keller (Miller: Vsi moji sinovi),
- Paul (S. in B. Spewack: Naši trije angeli),
- Guascogna (Goldoni: Tast po sili),
- Drugi zasliševalec (Zupan: Črvi),
- Berač (Pregelj: Berači in vest),
- Mladen Djakovič (Nušić: Pokojnik),
- Dolef (Jurčič in Rob: Deseti brat),
- Duhovnik (Prešeren in Peršak: Krst pri Savici),
- Junij Brut (Shakespeare: Koriolan),
- Stric Matic (Gorinšek: Rdeča kapica),
- Coronato (Goldoni: Pahljača),
- Direktor (Rudolf: Lenega čaka dolgčas),
- Dr. Šustek (Bukovčan: Ko bo petelin zapel),
- Starec s trobento (Kosmač in Povše: Balada o trobenti in oblaku),
- Princesa Grace (Byhan: Talec),
- Gornik (Cankar: Za narodov blagor),
- Kaplan (Bevk in Grabnar: Kaplan Martin Čedermac),
- Slavec (Rozman: Primer tehnika Matka),
- Poročnik (Bevk in Klopčič: Težka pot),
- Župan (Cankar in Duletić: Na klancu),
- Fašist (Kavčič: Begunec).